# Grézels
Grézels ist eine französische Gemeinde mit 235 Einwohnern (Stand: 1. Januar 2022) im Département Lot in der Region Okzitanien. Sie gehört zum Kanton Puy-l’Évêque und zum Arrondissement Cahors.
Nachbargemeinden sind Puy-l’Évêque im Nordwesten, Pescadoires im Norden, Lagardelle im Nordosten, Bélaye im Südosten, Porte-du-Quercy im Süden und Floressas im Westen.

## Bevölkerungsentwicklung
| Jahr      | 1962 | 1968 | 1975 | 1982 | 1990 | 1999 | 2008 | 2017 |
| --------- | ---- | ---- | ---- | ---- | ---- | ---- | ---- | ---- |
| Einwohner | 286  | 275  | 235  | 255  | 243  | 265  | 215  | 224  |

## Weinbau
Die Reben in Grézels sind Teil des Weinbaugebietes Cahors.

## Sehenswürdigkeiten
- Schloss La Coste, Monument historique seit 1961

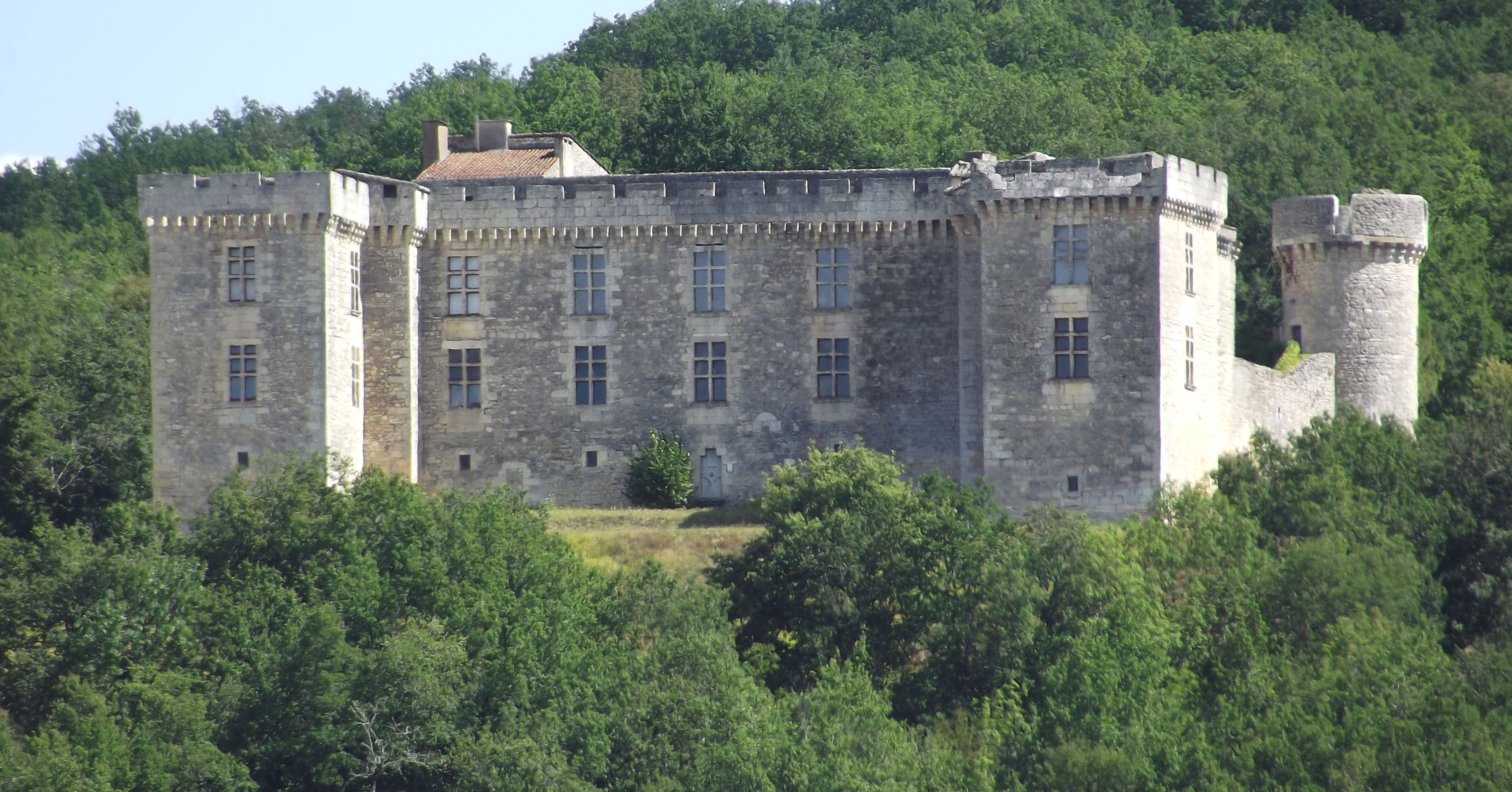
Schloss La Coste